# ناحیه‌های بوتان

نقشهٔ بوتان که ۲۰ ناحیهٔ آن را نشان می‌دهد

پادشاهی بوتان به ۲۰ ناحیه (دزونگخاگ) تقسیم می‌شود که توسط نهادی به نام «دزونگخاگ تشوگدو» اداره می‌شود. بوتان یک کشور محصور در خشکی واقع در هیمالیای شرقی در آسیای جنوبی است که با چین و هند مرز مشترک دارد.

## ناحیه‌ها
| نام                | جمعیت (۲۰۱۷) | جمعیت (۲۰۰۵) | تغییر  | مساحت (km2) | تراکم جمعیت  | تعداد نمایندگان مجلس |
| ------------------ | ------------ | ------------ | ------ | ----------- | ------------ | -------------------- |
| ناحیه بومتهنگ      | ۱۷٬۸۲۰       | ۱۶٬۱۱۶       | +۱۰٫۶٪ | ۲٬۷۱۷       | ۶٫۵۵۸۷/km2   | ۲                    |
| ناحیه چوخا         | ۶۸٬۹۶۶       | ۷۴٬۳۸۷       | −۷٫۳٪  | ۱٬۸۸۰       | ۳۶٫۶۸/km2    | ۲                    |
| ناحیه داگانا       | ۲۴٬۹۶۵       | ۱۸٬۲۲۲       | +۳۷٫۰٪ | ۱٬۷۲۳       | ۱۴٫۴۸۹/km2   | ۲                    |
| ناحیه گاسا         | ۳٬۹۵۲        | ۳٬۱۱۶        | +۲۶٫۸٪ | ۳٬۱۱۸       | ۱٫۲۶۷۵/km2   | ۲                    |
| ناحیه ها           | ۱۳٬۶۵۵       | ۱۱٬۶۴۸       | +۱۷٫۲٪ | ۱٬۹۰۵       | ۷٫۱۶۸۰/km2   | ۲                    |
| ناحیه لهونتسه      | ۱۴٬۴۳۷       | ۱۵٬۳۹۵       | −۶٫۲٪  | ۱٬۹۴۴       | ۷٫۴۲۶۴/km2   | ۲                    |
| ناحیه مونگار       | ۳۷٬۱۵۰       | ۳۷٬۰۶۹       | +۰٫۲٪  | ۲٬۸۵۹       | ۱۲٫۹۹۴/km2   | ۳                    |
| ناحیه پارو         | ۴۶٬۳۱۶       | ۳۶٬۴۳۳       | +۲۷٫۱٪ | ۱٬۲۹۳       | ۳۵٫۸۲۱/km2   | ۲                    |
| ناحیه پماگاتشل     | ۲۳٬۶۳۲       | ۱۳٬۸۶۴       | +۷۰٫۵٪ | ۱٬۰۳۰       | ۲۲٫۹۴/km2    | ۳                    |
| ناحیه پوناخا       | ۲۸٬۷۴۰       | ۱۷٬۷۱۵       | +۶۲٫۲٪ | ۱٬۱۱۰       | ۲۵٫۸۹/km2    | ۲                    |
| سادروپ جونگخار     | ۳۵٬۰۷۹       | ۳۹٬۹۶۱       | −۱۲٫۲٪ | ۱٬۸۷۸       | ۱۸٫۶۷۹/km2   | ۲                    |
| ناحیه سامتس        | ۶۲٬۵۹۰       | ۶۰٬۱۰۰       | +۴٫۱٪  | ۱٬۳۰۵       | ۴۷٫۹۶۲/km2   | ۴                    |
| ناحیه سرپانگ       | ۴۶٬۰۰۴       | ۴۱٬۵۴۹       | +۱۰٫۷٪ | ۱٬۹۴۶       | ۲۳٫۶۴۰/km2   | ۲                    |
| ناحیه تیمفو        | ۱۳۸٬۷۳۶      | ۹۸٬۶۷۶       | +۴۰٫۶٪ | ۲٬۰۶۷       | ۶۷٫۱۱۹/km2   | ۲                    |
| ناحیه تراشیگانگ    | ۴۵٬۵۱۸       | ۵۱٬۱۳۴       | −۱۱٫۰٪ | ۳٬۰۶۶       | ۱۴٫۸۴۶۱/km2  | ۵                    |
| ناحیه تراشیانگتس   | ۱۷٬۳۰۰       | ۱۷٬۷۴۰       | −۲٫۵٪  | ۱٬۴۳۸       | ۱۲٫۰۳/km2    | ۲                    |
| ناحیه ترونگسا      | ۱۹٬۹۶۰       | ۱۳٬۴۱۹       | +۴۸٫۷٪ | ۱٬۸۰۷       | ۱۱٫۰۴۶/km2   | ۲                    |
| ناحیه تسیرنگ       | ۲۲٬۳۷۶       | ۱۸٬۶۶۷       | +۱۹٫۹٪ | ۶۳۹         | ۳۵٫۰۱۷/km2   | ۲                    |
| ناحیه وانگدودودرنگ | ۴۲٬۱۸۶       | ۳۱٬۱۳۵       | +۳۵٫۵٪ | ۴٬۳۰۸       | ۹٫۷۹۲۵/km2   | ۲                    |
| ناحیه ژهمگانگ      | ۱۷٬۷۶۳       | ۱۸٬۶۳۶       | −۴٫۷٪  | ۲٬۴۲۱       | ۷٫۳۳۷۱/km2   | ۲                    |
| بوتان              | ۷۲۷٬۱۴۵      | ۶۳۴٬۹۸۲      | +۱۴٫۵٪ | ۳۸٬۳۹۴      | ۱۸٫۹۳۹۰۳/km2 | ۴۷                   |